# John Bowle
John Bowle (1725-1788) fue un humanista y cervantista inglés, el mejor editor de Don Quijote en el siglo XVIII y el primer editor "moderno" o "científico" de la obra. Fue el primero en designar Don Quijote "una obra clásica" (de la misma categoría que los clásicos griegos y latinos), y el primero a quien se le aplicó el término hispanista.

## Biografía
Poseedor de vastos conocimientos casi enciclopédicos, procedía de una familia de eruditos y profesores y fue ministro de la Iglesia de Inglaterra. Pasó varios años de estudiante en Oxford, donde obtuvo el grado de maestro en Artes. Toda su vida posterior transcurrió en la aldea de Idmiston, a diez kilómetros de Salisbury. Allí se dedicaba a sus pasatiempos favoritos, la lectura y la caza. Su padre y abuelo murieron cuando contaba apenas veinte años, y su mujer falleció a los cuatro años de casados, dejándole dos hijas. La mayor murió a los catorce años y la menor se casó con su primo, hijo del único hermano que tuvo Bowle, y vivió en el mismo pueblo. Bowle vivió sólo de las rentas de las tierras que había heredado, por lo que pudo consagrarse a sus aficiones eruditas y cinegéticas. Hizo frecuentes viajes a Salisbury y Londres para completar su nutridísima biblioteca y sostuvo una caudalosa correspondencia, que ha sobrevivido; parte de ella ha sido editada por el cervantista Daniel Eisenberg. Sobre todo se intercambió con dos amigos suyos, el medievalista Thomas Percy y John Dillon.
Conocía las literaturas italiana, francesa y española al dedillo y se distinguió como medievalista, con estudios sobre la pronunciación del francés medieval y sobre el Roman de la Rose. En 1777 publicó, como anuncio de su futura edición, su Letter to the Rev. Dr. Percy concerning a new and classical edition of the "History del valeroso Cavallero Don Quixote"... to be illustrated by annotations; en 1781 aparece en el Gentleman's Magazine su biografía de Cervantes, y en el mismo año salen los seis tomos de su monumental edición de Don Quijote. Esta edición, a la que consagró parte de su vida, y que incluyó el primer mapa de la ruta de Don Quijote, fue fuente inagotable de notas e informaciones para los posteriores anotadores (Juan Antonio Pellicer, Diego Clemencín, Francisco Rodríguez Marín, etcétera) y sin duda es la mejor edición de la obra cervantina que se hizo en el siglo XVIII, además de ser la primera con notas, índices y líneas numeradas. Se documentó con esmero, leyendo toda suerte de libros de caballerías y fuentes italianas y españolas de las que se nutrió Cervantes. Como muestra de su penetración crítica, baste decir que fue el primero en percibir que hubo dos ediciones en 1605 de la primera parte de la obra, y eso que sólo pudo ver la segunda de ellas. También fue el primero en valorar la edición de 1608 de la primera parte, y el primero que compulsó diferentes ediciones de la obra.
Bowle decidió usar el español para sus contribuciones (Prólogo, Notas, Índices), una decisión más que lógica, que ha contribuido mucho al uso posterior de su edición por otros editores. Sin embargo, Bowle, por buen lingüista que fuera, no podía escribir correctamente el castellano, ni buscó quien se lo corrigiera, por lo que hay abundantes faltas de ortografía, apócopes ("Primero tomo", etc.) y uso de arcaísmos sin saberlo (Ingalaterra). Sufrió los ataques del viajero e hispanista Giuseppe Baretti, quien dedicó todo un libro a ponerle en ridículo (Tolondron. Speeches to John Bowle about his Edition of "Don Quixote"). El impacto de la obra fue sin embargo considerable entre los cervantistas contemporáneos, que no pudieron ignorar tan colosal esfuerzo de erudición y crítica. Sin embargo, no ha llegado a haber una reimpresión facsímil de esta edición sino hasta 2006, por la casa hispanística norteamericana Juan de la Cuesta, al cuidado del cervantista Daniel Eisenberg, quien ha editado también mucha de la correspondencia de Bowle y su Letter to... Percy.

## Obras de Bowle
- Bowle, John (2001 (1777)). «A Letter to Dr. Percy». Cervantes (Journal of the Cervantes Society of America) 21 (1): 95-146. Consultado el 20 de julio de 2022. Traducción al español por Rafael Carretero Muñoz.
- Cervantes, Miguel de (2006 (1781)).  Bowle, John, ed. Don Quixote de la Mancha. Juan de la Cuesta Hispanic Monographs. ISBN 1588710874.